# Doodia
Doodia es un género de helechos de la familia  Blechnaceae. Es originario de Australia y Nueva Zelanda.

## Especies
- Doodia aspera
- Doodia australis (Parris)
- Doodia caudata (Cav.)
- Doodia dissecta Parris
- Doodia dives Kze.
- Doodia heterophylla (Ball.)
- Doodia kunthiana Gaud.
- Doodia linearis C. Moore ex J. Sm.
- Doodia lyonii Degen.
- Doodia marquesensis E. Brown
- Doodia maxima J. Sm.
- Doodia media R. Br.
- Doodia milnei Carr.
- Doodia mollis Parris
- Doodia paschalis C. Chr.
- Doodia scaberula
- Doodia squarrosa Col.